# YTHDF3
YTHDF3是一个位于人类第8号染色体上的基因，编码蛋白YTHDF3蛋白（YTHDF意为“YTH结构域家族”（英語：YTH domain family））。YTHDF3基因与YTHDF1属旁系同源，编码的YTHDF3蛋白功能可能是识别并结合N6-甲基腺苷（m6A）修饰的mRNA，并增加与之结合的mRNA易位效率。